# CyArk
CyArk是在美国加利福尼亚州注册的501(c)(3)免税、非营利、慈善机构。该机构的网站介绍自己是“世界遗产的数字档案馆，主要目的是用于教育和保护”，机构宗旨为“依靠激光扫描和3D建模技术来收集，保存文化遗产的数字数据，并将其提供给公众”。该组织及其目标也被称为“数字方舟”。
CyArk的创始人本·凯希拉在2011年的TED大会上表示该机构的成立是为了应对世界遗产遭到日益严重的人为和自然破坏的情况，确保这些“人类集体的记忆”能够依托包括互联网和移动平台等现代的传播技术而免于彻底消失的困境。
该机构目前已经和其他一些机构合作生成了一些世界遗产的高品质数字扫描图像，例如吴哥窟、庞贝、清东陵、奇琴伊察、尼尼微、安多宁长城等。

## 历史

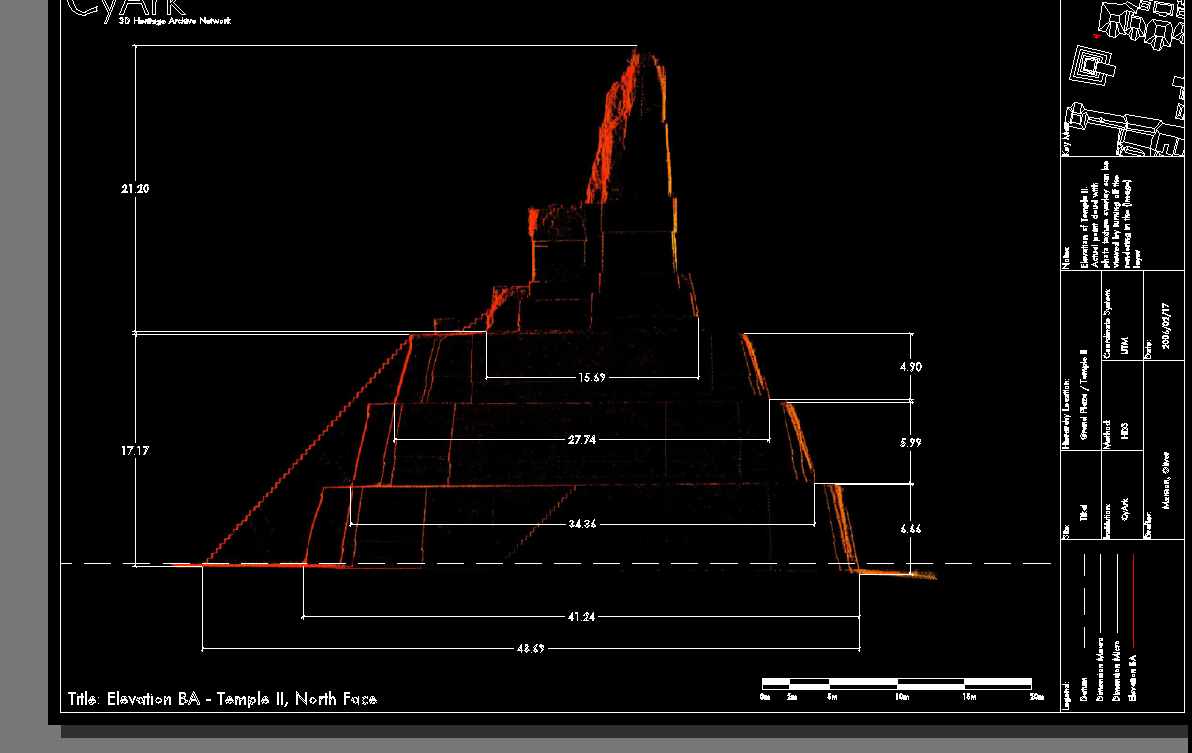
提卡尔神庙II扫描图

土木工程师本·凯希拉（美籍伊拉克人）于2003年创立了CyArk。20世纪90年代，凯希拉在第一个便携式三维扫描仪的发明和市场化中扮演了重要的角色。由Cyra科技生产的第一个扫描仪叫做Cyrax，最初设计就是用于调查等相关目的。
2001年，Cyra科技及其所有发明专利被卖给了瑞士的徕卡测量系统。
在Cyra科技被出售之后，本·凯希拉开始专注于使用激光扫描技术来记录历史和文化遗产，并创立了CyArk。
CyArk的推广最初主要围绕凯希拉的出生地--伊拉克。在伊拉克战争期间，伊拉克大量的文化遗产遭到掠夺。一些历史遗迹例如巴比伦和萨迈拉遭到了军事打击。此外，作为CyArk公众形象的凯希拉多次在一些大会上发表演讲。他于2008年参加了谷歌举办的Zeitgeist大会，2011年又参加了TED大会，并在其中发表了演讲。他在演讲中讲述自己的人生以及利用数字手段保护“人类记忆”的可能性。不过在此后几年，由于CyArk已经获得了可观的关注度，本·凯希拉更多的扮演顾问的角色。

## CyArk 500
2013年10月，CyArk发起了CyArk 500挑战"。 该机构宣布它试图在接下来的5年内扫描500个历史遗迹。
2014年CyArk 500年度峰会在华盛顿哥伦比亚特区的国家档案馆大楼举行。该次大会的主题是“民主化的文化遗产：可接触的信息，技术和支持”。
2015年CyArk 500年度峰会在德国柏林举行。该次大会的主题是“通过创新来恢复（Resilience through Innovation）”。

## 机构目的

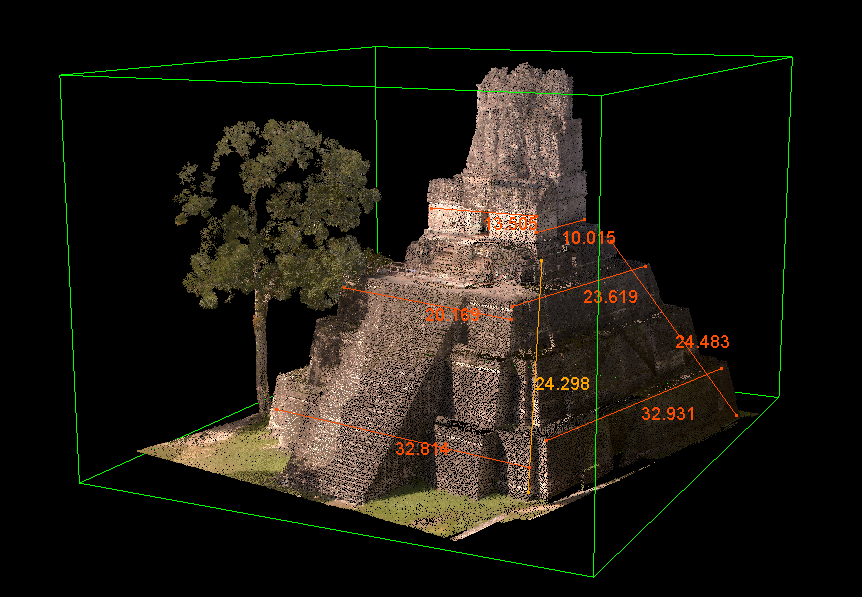
蒂卡尔神庙II的3维投影。

CyArk在其数字档案馆中向公众提供它所扫描的考古遗迹的数字档案。这些档案中包括一个简短的对该遗迹的介绍视频，一组有关该遗迹历史的幻灯片遗迹以及相关的扫描数据。
CyArk所获取的数字数据对于监控和管理文物的破坏状况有着很大的帮助。这些数据也为重建一些已经被毁灭的文物提供可能。乌干达的卡苏比王陵便是这些文物之一，CyArk于2009年对卡苏比王陵进行了激光扫描，而一年之后卡苏比王陵遭遇火灾。CyArk扫描所得的数据将有助于卡苏比王陵的重建。

## 资金来源与合作
最初，CyArk完全由凯希拉和凯希拉家族基金会资助。现在，CyArk的资金来源主要是个别项目基金，企业实物支持，和基金会的赠款捐赠。
CyArk也和一些机构在工程应用，社交媒体以及学术上确立了合作伙伴关系。